# AC Ligure
Associazione del Calcio Ligure, zkráceně jen Ligure byl italský fotbalový klub, sídlící ve městě Bolzaneto z regionu Ligurie.
Klub byl založen v roce 1914, díky sloučení dvou Janovských klubů Liguria FBC, Rivarolo a Bolzaneto. Hned první sezonu odehrál v nejvyšší lize s bilancí s dvěma remízy. Poté v letech 1915 až 1919 se nehrálo kvůli velké válce. V roce 1919 se klub rozhodl se spojit s klubem Sampierdarenese.